# Joan Massià
Joan Massià i Prats est un compositeur catalan et célèbre violoniste, né le 22 février 1890 à Barcelone (Catalogne – Espagne) et mort le 11 juin 1969 dans cette même ville.

## Biographie
Il commence son éducation musicale à sept ans et manifeste des dons précoces pour le piano. À l'âge de onze ans, il étudie le violon qui a sa préférence sans négliger la pratique du piano. Grâce aux encouragements de sa mère Carmen Prats qui le motive, il se produit pour la première fois en public en 1902 au Théâtre Principal de Barcelone.
Il poursuit des études de violon au Conservatoire de Bruxelles avec Alfred Marchot qui lui transmet la tradition de l'école franco-belge du violon.. En 1906, il reçoit le prix Van Hal décerné par le jury présidé par François-Auguste Gevaert. De retour à Barcelone, il donne un concert mémorable avec l'orchestre symphonique dirigé par Joan Lamote de Grignon, puis se produit à l'étranger : France, Suisse, Belgique et Luxembourg.
En 1911, il participe au Festival Choral Bach catalan en jouant la partie soliste de la messe en si mineur de Jean-Sébastien Bach dirigée par Louis Millet. Il a, également, travaillé avec Albert Schweitzer médecin et organiste alsacien avec qui il partage une grande amitié et une excellente collaboration lors de concerts d'orgue mémorables avec violon. En 1918, il fonde un quatuor à cordes avec notamment le violoniste Alfred Quer  à l'alto et le violoncelliste Gaspar Cassado.
La collaboration artistique avec Blanche Selva commence en 1924 et dure une douzaine d'années. Le duo, ainsi constitué, est reconnu internationalement et plus principalement en France, Belgique et en Suisse. A Barcelone, ils obtiennent un énorme succès lors de conférences-concerts données à la Salle Parès (1925-1926). Ils sont devenus des interprètes admirables de Bach et de Beethoven en particulier.
En 1938, il épouse la pianiste Maria Carbonell, élève de Blanche Selva. Elle sera la marraine de leur première fille : Francina.
Peu à peu l'enseignement devient plus prenant et il fait preuve d'un dévouement extrême jusqu'à la fin de sa vie. En 1952, il fonde l'association des amis et disciples de Jean et Maria Carbonell qui deviendra le Chamber Orchestra. Il reçoit la médaille du mérite artistique de la ville de Barcelone en 1969. Il est professeur et fondateur de l'Académie de Musique de Barcelone.

## Ses compositions
- Notes d'été,
- Prélude archaîque,
- Danse Catalane,
- Pierre d'oiseaux,
- Libellule,
- Pièces pour quatuor à cordes et orchestre.

## Sources
1. ↑  Pierre Guillot Déodat de Sévérac : la musique et les lettres Page 173 "Marie Blanche Selva qui, on le sait, sera la première biographe de Déodat de Sévérac et son interprète privilégiée, est ... Elle y rencontrera le violoniste Joan Massia qu'elle épousera et avec lequel elle enregistrera quelques disques dans"

- Guy Selva Une artiste incomparable Blanche Selva pianiste, pédagogue, musicienne, comportant 24 pages d'illustrations et un CD de trois enregistrements historiques (La Touche : Association Blanche Selva, 2010)  (ISBN 9782953636000),
- Association Joan Massià i Maria Carbonell.